# Johann Brenz
Johann Brenz (ur. 24 czerwca 1499 w Weil der Stadt, zm. 11 września 1570 w Stuttgarcie) – niemiecki teolog i działacz reformacyjny, reformator Szwabii. 

## Życiorys
Brenz urodził się mieście Weil nieopodal Stuttgartu. Studiował w Heidelbergu, gdzie uzyskał tytuł magistra. Tam stał się zwolennikiem Marcina Lutra, z którym miał okazję zetknąć się osobiście podczas dysputy heidelberskiej w kwietniu 1518 roku. W 1522 roku Brenzowi groził proces o herezję, jednak uniknął go poprzez podjęcie posługi w Schwäbisch Hall. W 1524 roku znalazł sojusznika w Johannesie Isenmannie, który został proboszczem w Hall. Święto Bożego Ciała zostało zniesione, a okoliczny klasztor zamieniony w szkołę. Podczas wojny chłopskiej potępiał nadużycie wolności ewangelicznej przez chłopów, błagał o litość dla pokonanych i przypominał władzom o ich obowiązkach. W 1528 roku, a więc na rok przed powstaniem Małego i Dużego katechizmu Lutra, napisał większy i mniejszy katechizm dla młodzieży.
21 października 1525 roku Brenz opublikował dzieło Syngramma Suevicum, które przeniosło mu szeroki rozgłos. Krytykował w nim poglądy Johannesa Oecolampadiusa i znajdował potwierdzenie twórczej mocy słowa Chrystusa w realnej obecności ciała i krwi Chrystusa w Sakramencie Ołtarza. Brenz brał udział we wszystkich istotnych spotkaniach poświęconych kwestiom religijnym. W październiku 1529 roku uczestniczył w rozmowie marburskiej, a następnego roku, na zaproszenie margrabiego Jerzego Hohenzollerna, brał udział w sejmie augsburskim, gdzie popierał Filipa Melanchtona w jego próbach pojednania z katolikami, odrzucał natomiast możliwość porozumienia ze zwolennikami Huldrycha Zwingliego. Brenz zawarł też związek małżeński. W lutym 1537 roku był obecny w Schmalkalden, jednak wyjechał przed podpisaniem Artykułów szmalkaldzkich; podpis w jego imieniu złożył Jan Bugenhagen. Dwa miesiące później dokonał odnowy Uniwersytetu w Tybindze w duchu reformacji.
Brenz był początkowo sceptyczny wobec działań politycznych przeciwnych władzy cesarskiej, jednak ze względu na wrogie nastawienie cesarza Karola V jego poglądy stopniowo ulegały zmianie. W 1538 roku Hall przystąpiło do związku szmalkaldzkiego. 16 grudnia 1546 roku cesarz zdobył miasto, a Brenz został zmuszony do ucieczki, pomimo przeraźliwego zimna. Wiele jego pism wpadło w ręce wroga. Brenz wrócił do miasta 4 stycznia 1547 roku, ogłoszenie Interim augsburskiego, które Brenz nazywał interitus („ruina”), zmusiło go bowiem do działania i zdecydowanego protestu. Kanclerz cesarski Antoine Perrenot de Granvelle zażądał od Brenza poddania się, i ostrzeżony reformator ponownie zbiegł z miasta 24 czerwca 1548 roku. Schronił się w zamku Hohenwittlingen, gdzie opiekę zapewnił mu książę Ulryk Wirtemberski, i ukrył się pod pseudonimem Joannes Witlingius. Cesarz nie ustawał w próbach odnalezienia go, więc udał się do Strasburga, a następnie Bazylei, gdzie napisał wykład proroctwa Izajasza. W styczniu 1549 roku Brenz dowiedział się o śmierci żony. Sytuacja dzieci skłoniła go do udania się do Szwabii, jednak ze względu na poszukiwanie go przez cesarza cały czas znajdował się w niebezpieczeństwie. Spędził osiemnaście miesięcy na zamku Hornberg, pod pseudonimem Huldrich Engster. W sierpniu 1549 roku udał się do Urach, gdzie jego przyjaciel Isenmann był wówczas pastorem, by naradzić się z księciem, jego doradcami i Matheusem Alberem w sprawie przywrócenia nabożeństwa ewangelickiego. Jesienią 1550 roku poślubił swoją drugą żonę Catherine, najstarszą córkę Isenmanna.

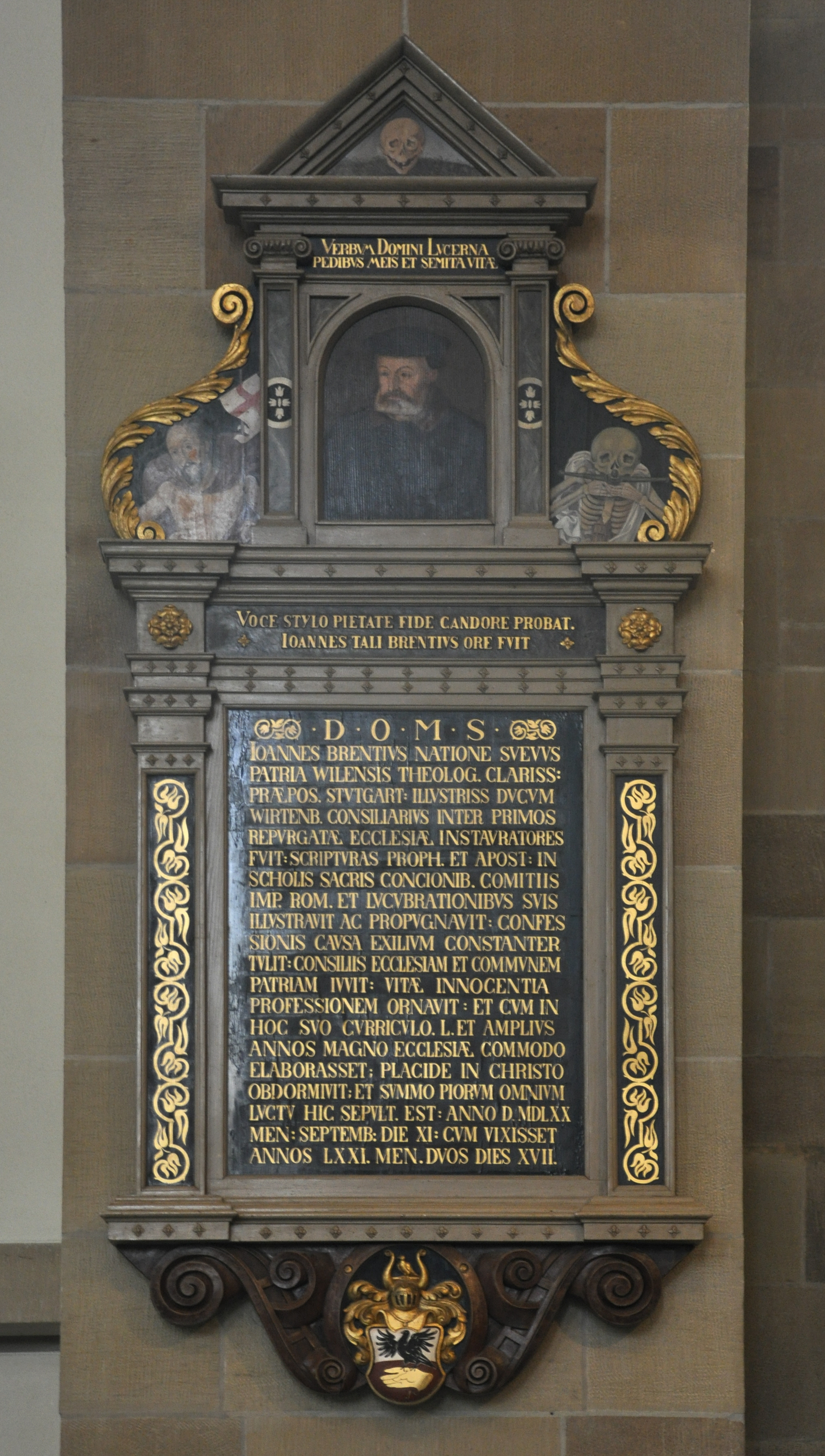
Tablica epitafijna Johanna Brenza w Kolegiacie w Stuttgarcie

Po śmierci Ulryka Brenz został poproszony, by przygotować wyznanie wiary (zwane confessio Wirtembergica), które zostanie przedstawione na soborze trydenckim. W marcu 1552 roku udał się do Trydentu, wraz z trzema innymi wirtemberskimi teologami i Johannesem Marbachem ze Strasburga, by bronić tam swego wyznania. Przybycie Brenza zaskoczyło zgromadzonych, jednak ci odmówili przyjmowania pouczeń od tych, którzy winni byli im posłuszeństwo. W tym czasie Interim augsburskie zostało zniesione. Brenz, po okresie pobytu w Stuttgarcie, Tybindze, Ehningen i Sindelfingen jako doradca księcia, został 24 września 1554 roku proboszczem katedry w Stuttgarcie i dożywotnim radcą książęcym. Otrzymał od księcia wolną rękę w reformowaniu spraw kościelnych i szkolnictwa. Przeprowadzona reforma była zgodna z założeniami confessio Wirtembergica, odrzucił natomiast propozycje Leysera i Andreä, by wprowadzić dyscyplinę kościelną w stylu kalwińskim. Działał też na polu działalności literackiej, jego Catechismus pia et utile explicatione illustratus zdobył uznanie poza granicami kraju i wśród następnych pokoleń.
Kontrowersja powstała z powodu nauki Andreasa Osiandra na temat usprawiedliwienia, która wywołała rozłam w Kościele pruskim, doprowadziła do pojawienia się zarzutów wobec Brenza, według którego zaistniały konflikt był jedynie sporem o słowa. W 1558 roku wydał edykt przeciwko anabaptystom i Schwenkfeldowi, bronił nauki o Wieczerzy Pańskiej przeciwko tendencjom kalwińskim. Brenz, na gruncie radykalnie rozumianej doktryny o unii personalnej, opowiadał się za poglądem o wszechobecności ciała Chrystusa, która zacząć się miała nie z chwilą wniebowstąpienia, ale już przy wcieleniu. Napisał też obronę Wyznania augsburskiego przez zarzutami dominikanina Piotra Soto.
Brenz utrzymywał kontakty z waldensami i francuskimi protestantami, jednak wszelkie próby zbliżenia zakończyły się niepowodzeniem. Jego wsparciem cieszyli się ewangelicy z Bawarii, którzy znosili ucisk od księcia Albrechta. Zalecał mieszczanom ze Strasburga nie brać udziału w katolickich obrzędach, interesował się też sytuacją ewangelików w Austrii. 
W 1569 doznał paraliżu i utracił siły. Po swojej śmierci został pochowany pod amboną katedry w Stuttgarcie. W późniejszych czasach jezuici zbezcześcili jego grób.